# Herrnsheimer Klauern

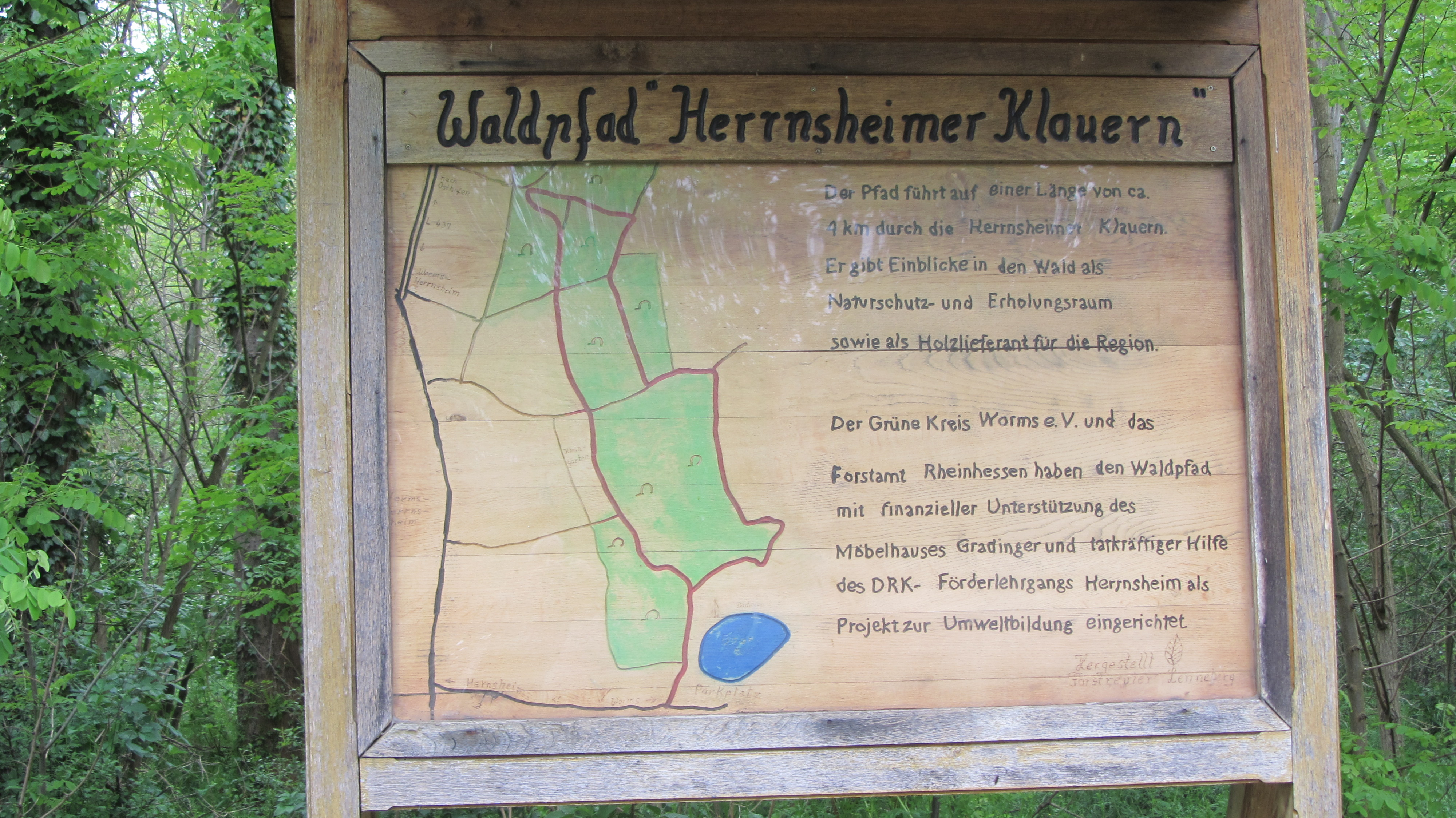
Waldlehrpfad durch die Herrnsheimer Klauern

Die Herrnsheimer Klauern sind ein Waldgebiet im Norden der Stadt Worms, östlich des Stadtteils Herrnsheim. Das Auwaldrelikt bedeckt eine Fläche von etwa 80 ha.

## Beschreibung
Die Herrnsheimer Klauern sind ein langgestreckter, etwa 4 km langer und 0,5 km breiter Waldstreifen, der zwischen dem Herrnsheimer Badesee und der Stadtgrenze zu Osthofen in der Geländemulde eines ehemaligen Rheinarms verläuft. In dieser Mulde sammelt sich Stauwasser, das an einigen Stellen in Quelltümpeln zu Tage tritt.
75 % der Waldfläche sind als Staatswald Eigentum des Landes Rheinland-Pfalz. Das Gebiet wird heute von Laubmischwald bedeckt, Auwaldreste finden sich nur auf Teilflächen. Typische Baumarten sind Gemeine Esche, Stieleiche, Hainbuche, Bergahorn, Vogel-Kirsche und Flatterulme.

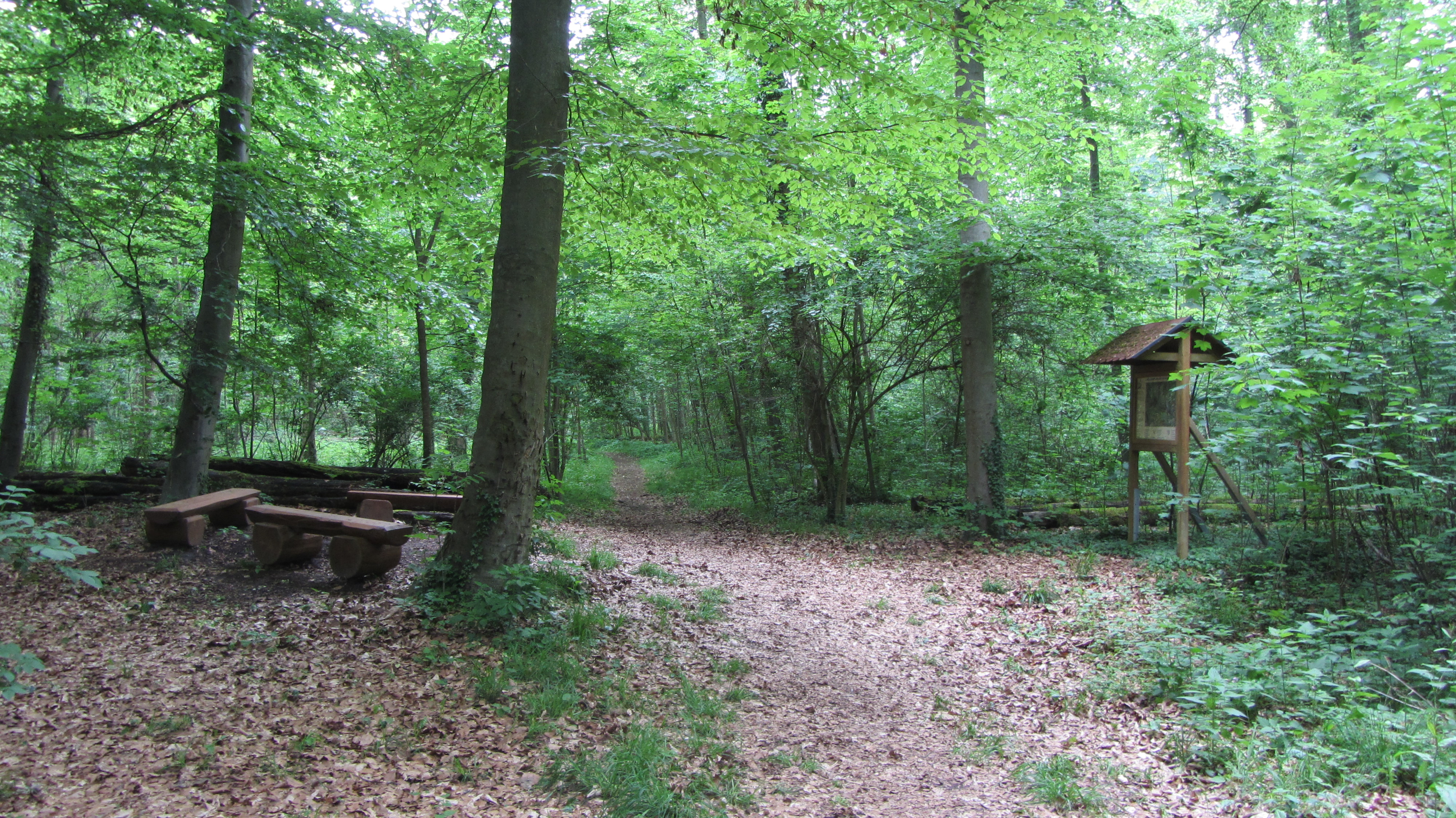
Ruheplatz in den Herrnsheimer Klauern

Im waldarmen Rheinhessen gelegen, dienen die Herrnsheimer Klauern hauptsächlich der Naherholung und dem Naturschutz, die forstwirtschaftliche Nutzung steht im Hintergrund. Im Südteil des Waldes liegt ein 3,8 km langer Waldlehrpfad, der am Parkplatz des Badesees beginnt.

## Geschichte
„Klauer“ bezeichnet im pfälzischen Dialekt „sumpfiges Wiesenland mit sauren Gräsern, bestanden von Weiden, Pappeln, Erlen“ oder auch eine „sehr nasse Feldgewanne“. Im Deutschen Wörterbuch wird eine Ableitung von mittellateinisch clautrum, clautrus (Gitter, Geländer) vermutet. Das Südhessische Flurnamenbuch gibt als Bedeutung „Weidenpflanzung“ an; Klauer leite sich von althochdeutsch kliuwa (Knäuel, Kugel, Ball) über mittelhochdeutsch kliuwe, klûwe (Knäuel, Kugel) her und bezöge sich auf die knollige Form der geschnittenen Weidenbaumköpfe. Die Häufigkeit des Namens in Rheinhessen deute auf eine planmäßig ausgebaute Weidenkultur hin.
Bis 1870 gehörten die Klauern als Privatwald zahlreichen, meist bäuerlichen Eigentümern aus Herrnsheim. Ab 1870 erwarb die Familie Heyl zu Herrnsheim einen Großteil der Fläche, um ein zusammenhängendes Jagdgebiet in unmittelbarer Nähe zu ihrem Wohnsitz im Herrnsheimer Schloss zu schaffen. Eine forstliche Nutzung fand nur sehr unregelmäßig statt.
Durch eine Tieferlegung der im Gebiet verlaufenden Gräben um 1935 wurde das Gebiet entwässert und leichter zugänglich. Während und nach dem Zweiten Weltkrieg führte der Brennstoffmangel dazu, dass weite Teile der Klauern gerodet wurden. Wegen des immer noch hohen Grundwasserstandes wurden auf den Rodungen schnellwachsende Pappeln angepflanzt, bis in den 1970er Jahren durch Entwässerungsmaßnahmen, Wasserentnahmen zur Feldberieselung und für gewerbliche Zwecke der Grundwasserspiegel erheblich abgesenkt wurde. Trockenschäden und Ungezieferbefall führten zum großflächigen Absterben der Pappel- und Stieleichenbestände; bis 1995 mussten auf etwa 40 ha Fläche die Bestände komplett geschlagen werden. Weitere 10 ha wurden 1990 durch Windbruch schwer geschädigt.
2002 kaufte das Land Rheinland-Pfalz einen Großteil der Herrnsheimer Klauern. Entwicklungsziel ist seitdem die Entstehung eines standortgerechten, artenreichen Laubmischwalds, der von Edellaubhölzern geprägt wird.